# Hiéroglyphe égyptien A41

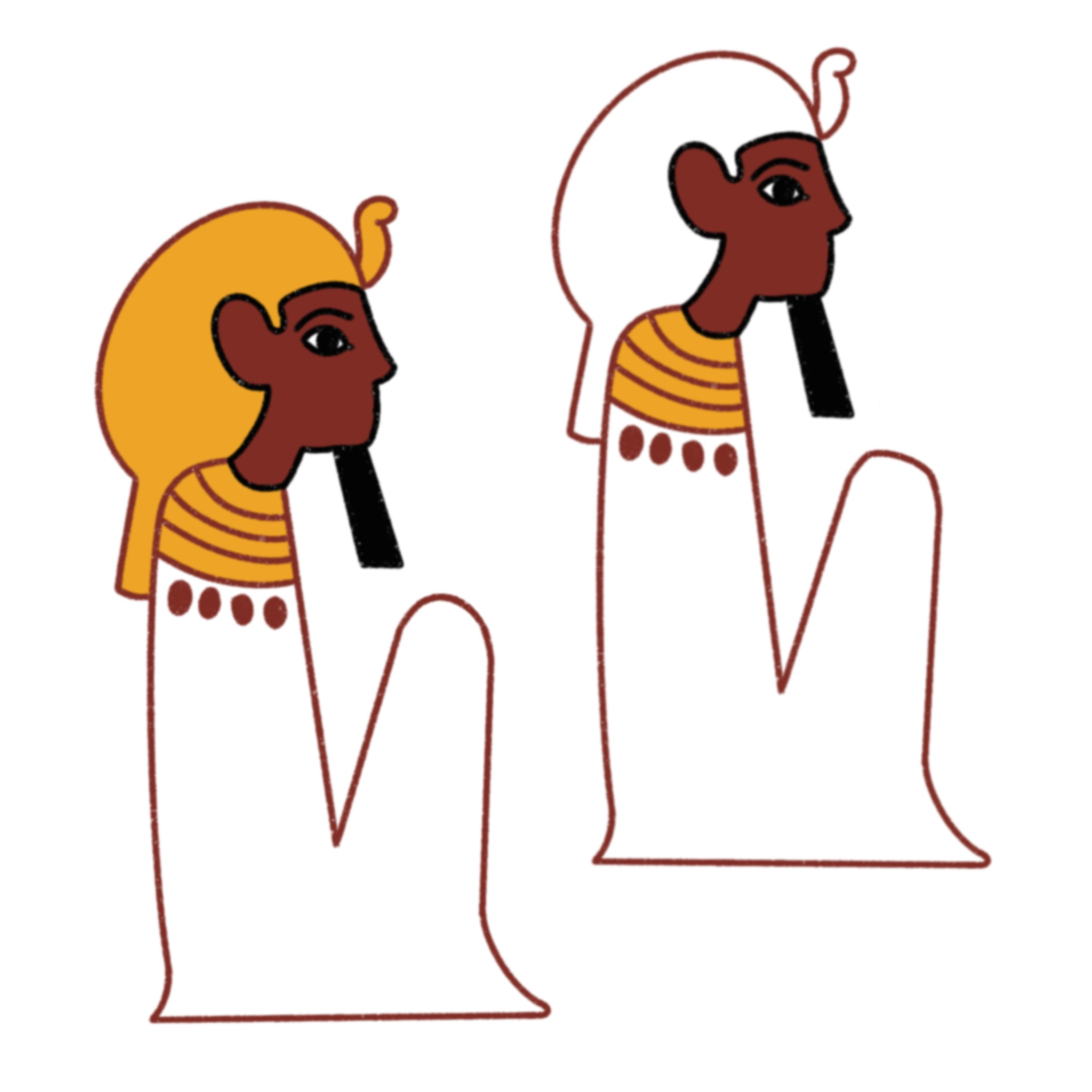
Version hiéroglyphique

Le hiéroglyphe égyptien A41 (pharaon assis), est classifié dans la section A « L'Homme et ses occupations » de la liste de Gardiner ; il y est noté A41.

## Représentation
Il représente un pharaon assis, reconnaissable à la barbe raide des pharaons, l'uræus et la coiffe khat (ou némès) généralement jaune ou blanche. Il est translittéré j ou nsw.

## Utilisation
| A41 |

| A41 |

| w | A41 |

| w | A41 |

| W24 · V31 | A41 |

| W24 · V31 | A41 |

| sw | t · n | A41 |

| sw | t · n | A41 |

Enfin c'est, couramment sous la XVIIIe dynastie, un déterminatif des termes désignant un roi.

## Exemples de mots
| U36 | Z1 | A41 |

| U36 | Z1 | A41 |

| nb | A41 |

| nb | A41 |

| i | t · f | A41 |

| i | t · f | A41 |